# 7B
7B (în rusă 7Б) este o formație rusească de muzică rock, fondată în 2001.